# Microrregión de Unaí
La microrregión de Unaí es una de las microrregiones del estado brasileño de Minas Gerais perteneciente a la mesorregión Noroeste de Minas. Su población fue estimada en 2006 por el IBGE en 145.630 habitantes y está dividida en nueve municipios. Posee un área total de 27.383,810 km².

## Municipios
- Arinos
- Bonfinópolis de Minas
- Buritis
- Cabeceira Grande
- Dom Bosco
- Formoso
- Natalândia
- Unaí
- Uruana de Minas